# Antoni Józef Mars
Antoni Józef Mars herbu Noga (ur. 3 grudnia 1819 w Strzyżowicach, zm. 3 grudnia 1905) – administrator majątków ziemskich, właściciel Starej Wsi (pow. limanowski), działacz gospodarczy, społecznik.

## Życiorys
Urodził się w Strzyżowicach jako syn Kaspra Marsa (1781-1865), właściciela majątku Strzyżowice i Elżbiety z Chodakowskich. Marsowie należą do szlachty siewierskiej. Po sekularyzacji Księstwa Siewierskiego otrzymali polski indygenat. Za zasługi, jakie jeden z Marsów oddał polskiej flocie morskiej na Bałtyku, otrzymali herb Noga. Antoni Józef od 1834 roku chodził do Gimnazjum św. Anny w Krakowie. Dzięki kursowi pedagogicznemu mógł odciążyć rodziców, rozpoczynając pracę nauczycielską w prywatnych pensjonatach. Podejmował studia na wydziałach UJ: filozofii, medycyny i fizyki, w końcu zatęsknił za wsią i wrócił do Strzyżowic. Tak jak brat Leopold Mars pomagał w majątku stryja Antoniego w Malinowicach. Po ślubie i krótkim pobycie w Dębnikach pod Krakowem u Żelechowskich, znalazł zatrudnienie w dobrach Henryka Potockiego w Chrząstowie. Przez sześć lat pracy dał się poznać jako administrator zaniedbanych dóbr ziemskich i reorganizator fabryk, szczególnie cukrowni. Przeprowadzając skomplikowane działy i spłaty rodzinne, został właścicielem 2/3 dóbr limanowskich, a po śmierci swej szwagierki i jej męża Jana bar. Borowskiego został właścicielem Limanowej w całości. Od tamtej jednak pory Limanowa została w rękach Marsów do reformy rolnej w 1945. Po rodzinnych działach swe zainteresowania skierował na sprawy społeczne, a wśród nich najwięcej uwagi poświęcał „Organizacji Pokojowej”, której był przywódcą w powiecie limanowskim. Hasło tej organizacji: „oświata, moralność, wolność, narodowość” wskazywało drogę społeczeństwu Galicji ku życiu rodzinnemu i społecznemu, które z kolei miało podnosić kraj duchowo i materialnie. Do „Organizacji” należeli ziemianie będący członkami tow. rolniczych, zajmujący ważne stanowiska państwowe, politycy lokalni i parlamentarzyści. Członkowie „Organizacji” postulowali rozpoczęcie intensywnej pracy na każdym polu: politycznym, ekonomicznym, prawnym, gospodarczym i społecznym. Zajął się prawem cywilnym, w szczególności kwestią procesów, przeważnie majątkowych, które komplikowały zarówno gospodarowanie na roli, jak i stosunki międzyludzkie, a nawet rodzinne. Dlatego też zainicjował (przedkładając dokładny projekt) powstanie „Sądów Polubownych”, które miały m.in. zastąpić kosztowne i długotrwałe sądy państwowe. Sądy Polubowne zajmowały się sporami w gronie ziemian, ale i nieporozumieniami z włościanami, mieszczanami czy Żydami. Antoni Józef Mars był też inicjatorem rozwoju gospodarczego powiatu limanowskiego; założył tow. zaliczkowe czyli instytucję pożyczkową. Kierował nim przez wiele lat nie pobierając wynagrodzenia, a na siedzibę przeznaczył własny lokal. Z ziemianami: Marcelim Żukiem-Skarszewskim i Maksymilianem Marszałkowiczem założyli „Dom Zleceń”, który ratował wielu chłopów i mieszczan przed wysokimi procentami od pożyczek dawanych przez Żydów. W okresie powstania styczniowego w „Domu Zleceń” szyto odzież dla powstańców i magazynowano broń. A.M. prześladowany przez władze zaborcze zmuszony był „Dom Zleceń” zamknąć. Instytucja ta nie byłaby w stanie pomagać ludziom, gdyby nie kredyt zaciągnięty w Krakowie w banku Kirchmayera. Pożyczkę tę żyrował A.M. i wobec zamknięcia „Domu Zleceń” z własnych funduszy musiał ją spłacić. To stanowiło ogromne obciążenie dla jego limanowskiego majątku. Mimo kłopotów z władzą udało się wrócić do działalności „Domu Zleceń”, ale pod innym szyldem, powstał „Dom Rolniczo-Komisowy Józef Mars i Spółka”. Instytucja ta przyczyniła się ponadto do ożywienia rolnictwa, gdyż rolnicy (ziemianie i chłopi) dostawali w niej na dogodnych warunkach kredyty produkcyjne. Dom ponadto zajmował się zbytem płodów rolnych z pominięciem wielu pośredników. Antoni Józef ratował też z opresji ziemian. Doprowadził np. do uwolnienia majątków od niesprawiedliwej pożyczki rządowej, którą pobierano od właścicieli ziemskich. Ponadto uregulował zadłużenie majątku Tymbark braci Sławikowskich, przeprowadzając umiejętnie rozmowy z wierzycielami żydowskimi i nakłaniając właścicieli majątku do poprawy relacji finansowych wewnątrz rodziny. Powołał Towarzystwo Ochrony Własności Ziemskiej, którego celem było ratowanie zadłużonych gospodarstw przed nieuczciwymi wierzycielami. Towarzystwo to w ciągu 12 lat uregulowało interesy 19 majątków ziemskich i 441 gospodarstw chłopskich. Część limanowskiego majątku Mars dzierżawił mieszczanom, zaś browar Żydom. Od 1865 gospodarstwem zajął się sam, wynajmując do pracy włościan, którzy w ten sposób mieli zapewnioną stałą pracę. W 1890 (wobec złej gospodarki dzierżawców) przejął we własne władanie także browar, który rozbudował i wyposażył w nowe urządzenia. Doprowadził wodociąg, zbudował tzw. maszynownię z wysokim kominem, górującym nad Limanową do dziś. Browar należał do najlepszych w kraju, piwo sprzedawano na terenie powiatów: nowosądeckiego, limanowskiego i myślenickiego, a także eksportowano na Węgry. Był kolatorem limanowskiego kościoła. W 1891 wszedł do Komitetu Budowy Kościoła w Limanowej.
Antoni Józef Mars z małżeństwa z Franciszką z Żelechowskich, córką Pawła, miał liczne potomstwo:
- Augustyna (1.10.1846-7.02.1927), za dr Kazimierzem Żelechowskim (1839-1893), bratem matki, prawnikiem. Mieszkali w majątku Dębniki pod Krakowem, a następnie w majątku Kanina. Ich dzieci:
  - Stefan, prawnik, burmistrz Zakopanego, ożeniony z Aleksandrą z Dwernickich, ich syn
    - Florian, ożeniony z Zofią z Korzuchowskich, córka 1.1.1.1.Krystyna,

  - Józefa za Komorowskim
  - Andrzej (1869-1928), kawaler
- Antoni Izydor Mars (1851-1918), współwłaściciel majątku Stara Wieś (pow. limanowski), lekarz położnik i ginekolog, prof. i rektor ULw., organizator pierwszej we Lwowie kliniki chorób kobiecych, autor wielu opracowań naukowych, ożeniony z Marią Jadwigą ze Stacherskich;
- Jan Nepomucen Mars (1852-?), właściciel majątku Sądowa Wisznia k. Lwowa, ożeniony z Józefą z Jasińskich, bezdzietni;
- Stanisław Oktawian Mars (1855-1915), właściciel majątku Stróża i Glinna (pow. lwowski), pionier hodowli bydła czerwonego polskiego, przemysłowiec naftowy, autor fachowych artykułów w „Nafcie” i „Górniku”, ożeniony z Florentyną z Kozłowskich, ich synowie:
  - Zdzisław (1887-1912);
  - Franciszek (1888-1941), właściciel Glinnej;
- Maria Anna (1857-1930) za Adolfem Wolframem (1850-1897), dr medycyny, prezesem Tow. „Sokół” w Tarnowie, honorowym obywatelem Mościsk;
- Zygmunt Feliks (1859-1945), współwłaściciel majątku Stara Wieś (pow. limanowski), ożeniony z Jadwigą z Zielińskich herbu Ciołek z Klęczan;
- Kazimierz Leon Mars (1861-1908), właściciel majątku Sowliny i Łososina Górna (pow. limanowski), ożeniony z Władysławą z Marsów;
- Tadeusz Grzegorz (1864-1918), ożeniony ze Stefanią z Dunikowskich (która po śmierci męża wyszła za Damiana Wandycza, z tego małżeństwa syn Piotr Wandycz, prof., polski historyk, zamieszkały w USA, ożeniony z Teresą z Chrząszczów), ich dzieci:
  - Kazimiera (1900-1969), zwana przez członków rodziny Lili[1]).
  - Anna Maria, (1904-1989), historyk sztuki, bizantynolog
  - Witold Maciej (1908-1985), artysta malarz, portrecista, ilustrator książek dziecięcych, ożeniony z Heleną z Ilnickich, bezpotomny;
- Anna Jadwiga (1866-zm. w dzieciństwie).